# Landry Allbright
Landry Alexandra Allbright (San Dimas, California; 1 de agosto de 1989) es una actriz estadounidense.
Allbright nació en San Dimas, California. Comenzó su carrera interpretando a la quinta Bridget Forrester en la telenovela de la CBS, The Bold and the Beautiful. Interpretó a la hija de Nicolas Cage en la película Con Air (1997). Más tarde fue más conocida como la primera novia de Malcolm, Julie Houlerman, en la sitcom de FOX, Malcolm in the Middle. También tuvo un papel menor en la adaptación El Grinch, dirigida por Ron Howard, y un papel recurrente en la serie Will & Grace. Además participó como invitada en El hombre invisible, Spin City, Judging Amy, 7th Heaven, Without a Trace, Six Feet Under, The Guardian y The West Wing.
Actualmente es estudiante del Emerson College en Boston.

## Filmografía
| Año  | Título                 | Personaje            | Notas                                 |
| ---- | ---------------------- | -------------------- | ------------------------------------- |
| 2018 | Feral                  | Gina                 |                                       |
| 2012 | Palindrome             | Nadia                | Cortometraje                          |
| 2012 | Last Hours in Suburbia | Chica de fraternidad |                                       |
| 2001 | A Foolish Companion    | Jesse                | Cortometraje                          |
| 2000 | El Grinch              | Martha May           | Rol compartido con Christine Baranski |
| 1998 | Beautiful              | Summer               |                                       |
| 1997 | Con Air                | Casey Poe            |                                       |

## Televisión
| Año       | Título                     | Personaje         | Notas                                                            |  |
| --------- | -------------------------- | ----------------- | ---------------------------------------------------------------- |  |
| 2005      | The West Wing              | Elisha            |                                                                  |  |
| 2004      | The Guardian               | Megan Tilden      |                                                                  |  |
| 2003      | Six Feet Under             | Mary Jane         |                                                                  |  |
| 2003      | Without a Trace            | Annie Miller      |                                                                  |  |
| 2001-2002 | Will & Grace               | Nancy             |                                                                  |  |
| 2001      | 7th Heaven                 | Christy Parks     |                                                                  |  |
| 2001      | Judging Amy                | Abriana Franklin  |                                                                  |  |
| 2000      | Spin City                  | Susie             |                                                                  |  |
| 2000      | El hombre invisible        | Jessica Semplar   |                                                                  |  |
| 2000      | Malcolm in the middle      | Julie Houlerman   | Solo hizo aparición en varios episodios de la primera temporada. |  |
| 1996-1997 | The Bold and the Beautiful | Bridget Forrester |                                                                  |  |